# Alexandra Radiusprijs
De Alexandra Radiusprijs is een als eerbetoon aan Alexandra Radius ingestelde prijs. Sinds 1988 wordt door de Vrienden van Het Nationale Ballet de prijs jaarlijks toegekend aan een danser van het gezelschap. Een onafhankelijke jury kiest de danser die zich in het voorgaande seizoen op bijzondere wijze heeft onderscheiden. De winnende danser of danseres ontvangt anno 2023 een geldbedrag van 4000 euro en een kunstwerk geschonken door een van de Vrienden van Het Nationale Ballet. De prijs wordt uitgereikt door Alexandra Radius zelf.

## Winnaars
- 1989 Coleen Davis[1]
- 1990 Zoltàn Solymos
- 1991 Caroline Iura
- 1992 Clint Farha[2]
- 1993 Nathalie Caris
- 1994 Jeanette Vondersaar[3]
- 1995 Jahn Magnus Johansen
- 1996 Boris de Leeuw
- 1997 Marieke Simons
- 1998 Sofiane Sylve
- 1999 Gaël Lambiotte[4]
- 2000 Wim Broeckx
- 2001 Rubinald Rofino (Rubi) Pronk[5]
- 2002 Ruta Jezerskyte
- 2003 Igone de Jongh[6]
- 2004 Cedric Ygnace[7]
- 2005 Marisa Lopez[8]
- 2006 Larisa Lezjnina[9]
- 2007 Anna Tsygankova[10]
- 2008 Michele Jimenez[11]
- 2009 Jozef Varga[12]
- 2010 Anu Viheriäranta[13]
- 2011 Matthew Golding[14]
- 2012 Casey Herd
- 2013 Remi Wörtmeyer
- 2014 Jurgita Dronina en Isaac Hernández[15]
- 2015 Maia Makhateli[16]
- 2016 Artur Shesterikov[17]
- 2017 Young Gyu Choi[18]
- 2018 Timothy van Poucke[19]
- 2019 Edo Wijnen[20]
- 2020 niet uitgereikt
- 2021 Floor Eimers[21]
- 2022 Salomé Leverashvili[22]
- 2023 Giorgi Potskhishvili[23]